# Campionati del mondo di atletica leggera 1987 - Lancio del martello
La gara del lancio del martello maschile dei Campionati del mondo di atletica leggera 1987 si è svolta tra il 31 agosto e il 1º settembre.

## Podio
| Pos.    | Atleta          | Nazionalità      | Prestazione |
| ------- | --------------- | ---------------- | ----------- |
| Oro     | Sergey Litvinov | Unione Sovietica | 83,06 m     |
| Argento | Jüri Tamm       | Unione Sovietica | 80,84 m     |
| Bronzo  | Ralf Haber      | Germania Est     | 80,76 m     |

## Situazione pre-gara

### Record
Prima di questa competizione, il record del mondo (RM) e il record dei campionati (RC) erano i seguenti:
| Record                | Prestazione | Atleta                           | Data                               | Competizione  |
| --------------------- | ----------- | -------------------------------- | ---------------------------------- | ------------- |
| Record mondiale       | 86,74 m     | Yuri Sedykh Unione Sovietica     | 30 agosto 1986 Stoccarda, Germania |               |
| Record dei campionati | 82,68 m     | Sergey Litvinov Unione Sovietica | 9 agosto 1983 Helsinki, Finlandia  | Mondiali 1983 |

### Campioni in carica
I campioni in carica a livello olimpico e mondiale erano:
| Campione | Atleta                           | Prestazione | Data                                   | Competizione         |
| -------- | -------------------------------- | ----------- | -------------------------------------- | -------------------- |
| Olimpico | Juha Tiainen Finlandia           | 78,08 m     | 6 agosto 1984 Los Angeles, Stati Uniti | Giochi olimpici 1984 |
| Mondiale | Sergey Litvinov Unione Sovietica | 82,68 m     | 9 agosto 1983 Helsinki, Finlandia      | Mondiali 1983        |

### La stagione
Prima di questa gara, gli atleti con le migliori tre prestazioni dell'anno erano:
| Pos. | Atleta                              | Prestazione | Data                                        |
| ---- | ----------------------------------- | ----------- | ------------------------------------------- |
| 1    | Sergey Litvinov Unione Sovietica    | 83,48 m     | 21 giugno 1987 Karl-Marx-Stadt, Germania    |
| 2    | Vyacheslav Korovin Unione Sovietica | 82,24 m     | 20 giugno 1987 Čeljabinsk, Unione Sovietica |
| 3    | Jüri Tamm Unione Sovietica          | 82,02 m     | 19 luglio 1987 Brjansk, Unione Sovietica    |

## Risultati[3][4]

### Turni eliminatori
| 2Gruppi | 31 agosto    | 26 iscritti    | Si qualificano alla finale chi supera i 76,50 m (Q) o si trova almeno tra i primi 12. |
| Finale  | 1º settembre | 12 concorrenti |                                                                                       |

### Qualificazioni
Lunedì 31 agosto 1987
| Pos. | Atleta           | Nazione          | Misura  | Note |
| ---- | ---------------- | ---------------- | ------- | ---- |
| 1    | Sergey Litvinov  | Unione Sovietica | 81,78 m | Q    |
| 2    | Walter Ciofani   | Francia          | 76,12 m | q    |
| 3    | Günther Rodehau  | Germania Est     | 76,06 m | q    |
| 4    | Plamen Minev     | Bulgaria         | 75,18 m | q    |
| 5    | Juha Tiainen     | Finlandia        | 75,10 m |      |
| 6    | Jud Logan        | Stati Uniti      | 74,80 m |      |
| 7    | Kjell Bystedt    | Svezia           | 74,46 m |      |
| 8    | Lucio Serrani    | Italia           | 74,00 m |      |
| 9    | Jörg Schäfer     | Germania Ovest   | 73,58 m |      |
| 10   | Viktor Apostolov | Bulgaria         | 73,46 m |      |
| 11   | Michael Beierl   | Austria          | 72,70 m |      |
| 12   | Andrés Charadia  | Argentina        | 63,70 m |      |
| 13   | Gary Halpin      | Irlanda          | 63,68 m |      |

| Pos. | Atleta            | Nazione          | Misura  | Note |
| ---- | ----------------- | ---------------- | ------- | ---- |
| 1    | Ralf Haber        | Germania Est     | 79,46 m | Q    |
| 2    | Igor Nikulin      | Unione Sovietica | 78,60 m | Q    |
| 3    | Heinz Weis        | Germania Ovest   | 77,78 m | Q    |
| 4    | Tibor Gécsek      | Ungheria         | 77,52 m | Q    |
| 5    | Jüri Tamm         | Unione Sovietica | 77,42 m | Q    |
| 6    | Christoph Sahner  | Germania Ovest   | 77,02 m | Q    |
| 7    | Ivan Tanev        | Bulgaria         | 76,50 m | Q    |
| 8    | Harri Huhtala     | Finlandia        | 75,64 m | q    |
| 9    | Tore Gustafsson   | Svezia           | 73,54 m |      |
| 10   | Ken Flax          | Stati Uniti      | 73,36 m |      |
| 11   | Francisco Fuentes | Spagna           | 69,54 m |      |
| 12   | Dave Smith        | Regno Unito      | 68,56 m |      |
| 13   | Angus Cooper      | Nuova Zelanda    | 63,64 m |      |

### Finale
Martedì 1º settembre 1987
| Pos | Atleta           | Nazionalità      | 1ª prova | 2ª prova | 3ª prova | 4ª prova | 5ª prova | 6ª prova | Risultato | Note                  |
| --- | ---------------- | ---------------- | -------- | -------- | -------- | -------- | -------- | -------- | --------- | --------------------- |
|     | Sergey Litvinov  | Unione Sovietica | 74,76 m  | 83,06 m  | 80,58 m  | 81,50 m  | x        | 80,64 m  | 83,06 m   | Record dei campionati |
|     | Jüri Tamm        | Unione Sovietica | 73,38 m  | 77,94 m  | x        | 76,88 m  | 78,18 m  | 80,84 m  | 80,84 m   |                       |
|     | Ralf Haber       | Germania Est     | x        | 77,92 m  | 78,94 m  | 79,18 m  | 80,76 m  | 78,78 m  | 80,76 m   |                       |
| 4   | Christoph Sahner | Germania Ovest   | 72,38 m  | 75,80 m  | 76,88 m  | 77,32 m  | 79,50 m  | 80,58 m  | 80,58 m   |                       |
| 5   | Igor Nikulin     | Unione Sovietica | 76,62 m  | 78,74 m  | 79,48 m  | 78,18 m  | 80,18 m  | 80,00 m  | 80,18 m   |                       |
| 6   | Heinz Weis       | Germania Ovest   | 77,70 m  | 79,02 m  | 78,36 m  | 79,26 m  | 80,18 m  | 78,76 m  | 80,18 m   |                       |
| 7   | Tibor Gécsek     | Ungheria         | 76,54 m  | 75,80 m  | 77,34 m  | 77,56 m  | 74,94 m  | 76,94 m  | 77,56 m   |                       |
| 8   | Plamen Minev     | Bulgaria         | 75,16 m  | 77,06 m  | x        | x        | x        | x        | 77,06 m   |                       |
| 9   | Günther Rodehau  | Germania Est     |          |          |          |          |          |          | 76,18 m   |                       |
| 10  | Ivan Tanev       | Bulgaria         |          |          |          |          |          |          | 76,00 m   |                       |
| 11  | Walter Ciofani   | Francia          |          |          |          |          |          |          | 75,34 m   |                       |
| 12  | Harri Huhtala    | Finlandia        |          |          |          |          |          |          | 74,98 m   |                       |